# Afërdita Dreshaj
Afërdita Dreshaj (* 19. července 1986, Titograd, SR Černá Hora, Jugoslávie) je albánsko-americká zpěvačka a modelka. V roce 2011 byla zvolena jako Miss Kosovo a na Miss Universe se umístila šestnáctá.

## Život a kariéra

### 1986–2011: Mládí a Miss Universe
Afërdita Dreshaj se narodila 19. července 1986 do albánské rodiny v Titogradu v Jugoslávii (dnešní Podgorica v Černé Hoře). V lednu 2011 byla zvolena do reprezentace Miss Universe za Kosovo. V Sao Paulu v Brazílii se do semifinále dostalo 89 soutěžících, mezi nimiž se Afërdita umístila na 16. místě.

## Osobní život
Svou kariéru Afërdita započala již v 17 letech, kdy zaujala několik fotografů. Dříve byla zasnoubena s albánským zpěvákem Shpat Kasapim. Nyní žije v Michiganu v USA spolu se svým manželem, českým hokejistou Jakubem Kindlem. V roce 2021 se páru narodil syn Sky Blue Kindl.